# Azalee
Azaleele sunt un grup de arbuști care fac parte din genul Rhododendron. Deși la început erau clasificate ca formând un gen separat, acum se consideră că aceste plante reprezintă două subgenuri ale genului rododendronilor - subgenul Pentanthera (plante decidue) și subgenul Tsutsuji (plante sempervirescente).

## Diferențe

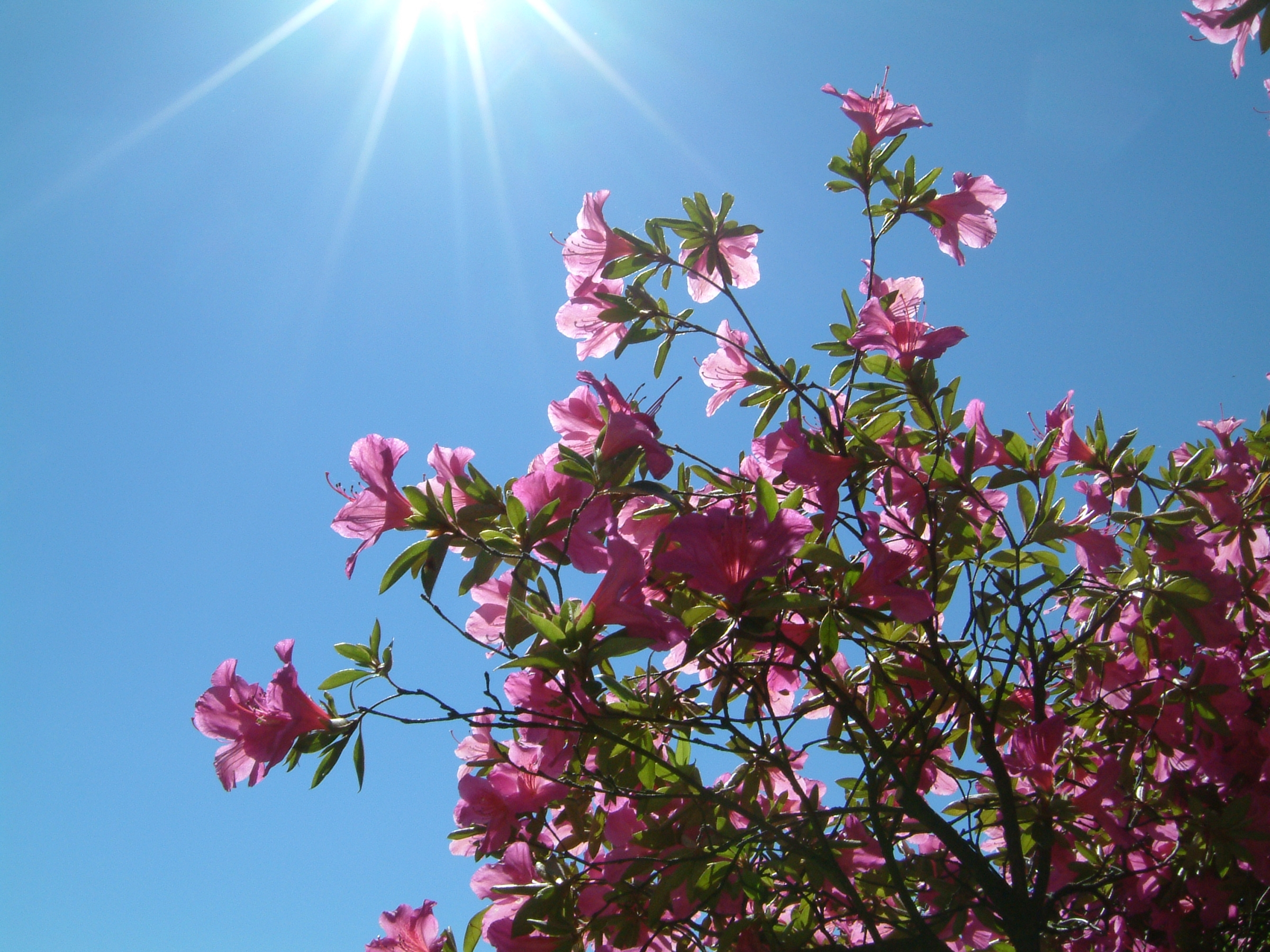
Un arbust de azalee

O diferență majoră între azalee și restul familiei rododendronilor este mărimea. O alta este poziția florilor pe crengi. Azaleele au flori pe vârful crengilor, dar datorită numărului mare de crengi, în perioada de înflorire arbustul este compact. Aceste plante sunt recunoscute pentru faptul că toate florile înfloresc deodată, pentru o perioadă de o lună sau două. 

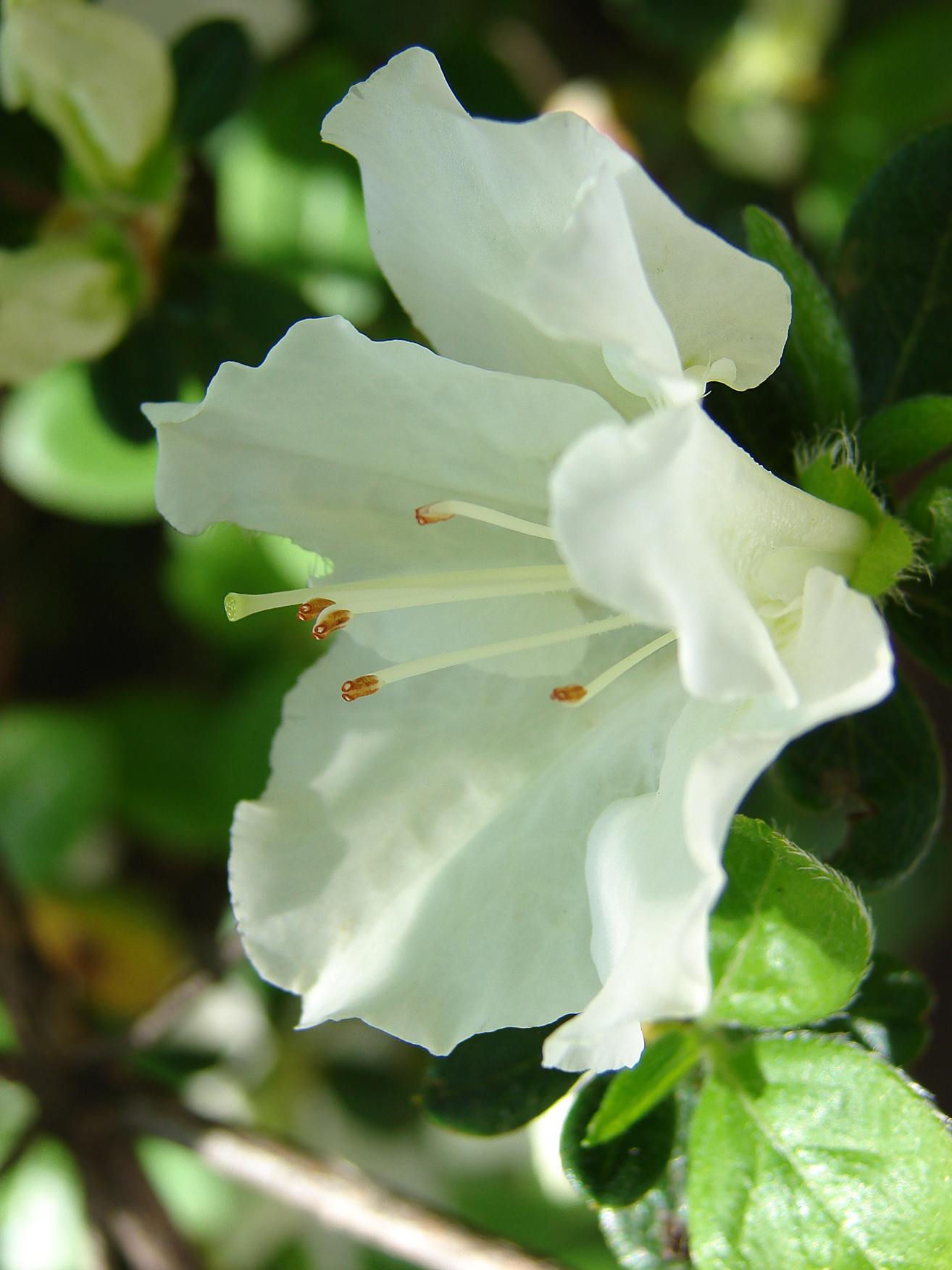
Floare de azalee

Un vin coreean este preparat din flori de azalee. Băutura alcoolică de numește dugyeonju (두견주, literal "vin de azalee"). În același timp, aceste plante sunt otrăvitoare pentru ecvidee.

## Cultivare
Entuziaștii acestor plante au creat azalee timp de sute de ani. În acest interval de modificări genetice au fost produse peste 10.000 de soiuri, înmulțite prin butășire. Semințele de azalee pot fi de asemenea colecționate și germinate.
Azaleele cresc cel mai bine în soluri drenate sau în ghivece menținute într-un mediu răcoros, cu umbră. Îngrășământul nu este necesar, iar unele specii necesită curățire regulată.

## Festivaluri tematice

### România
Grădina Botanică din Iași prezintă în fiecare an, în luna februarie, o expoziție dedicată azaleelor și cameliilor. Aceasta conține peste 35 de soiuri de azalee.

### Japonia
Motoyama, Kōchi are un festival în care este sărbătorită înflorirea plantei tsutsuji.

### Statele Unite ale Americii

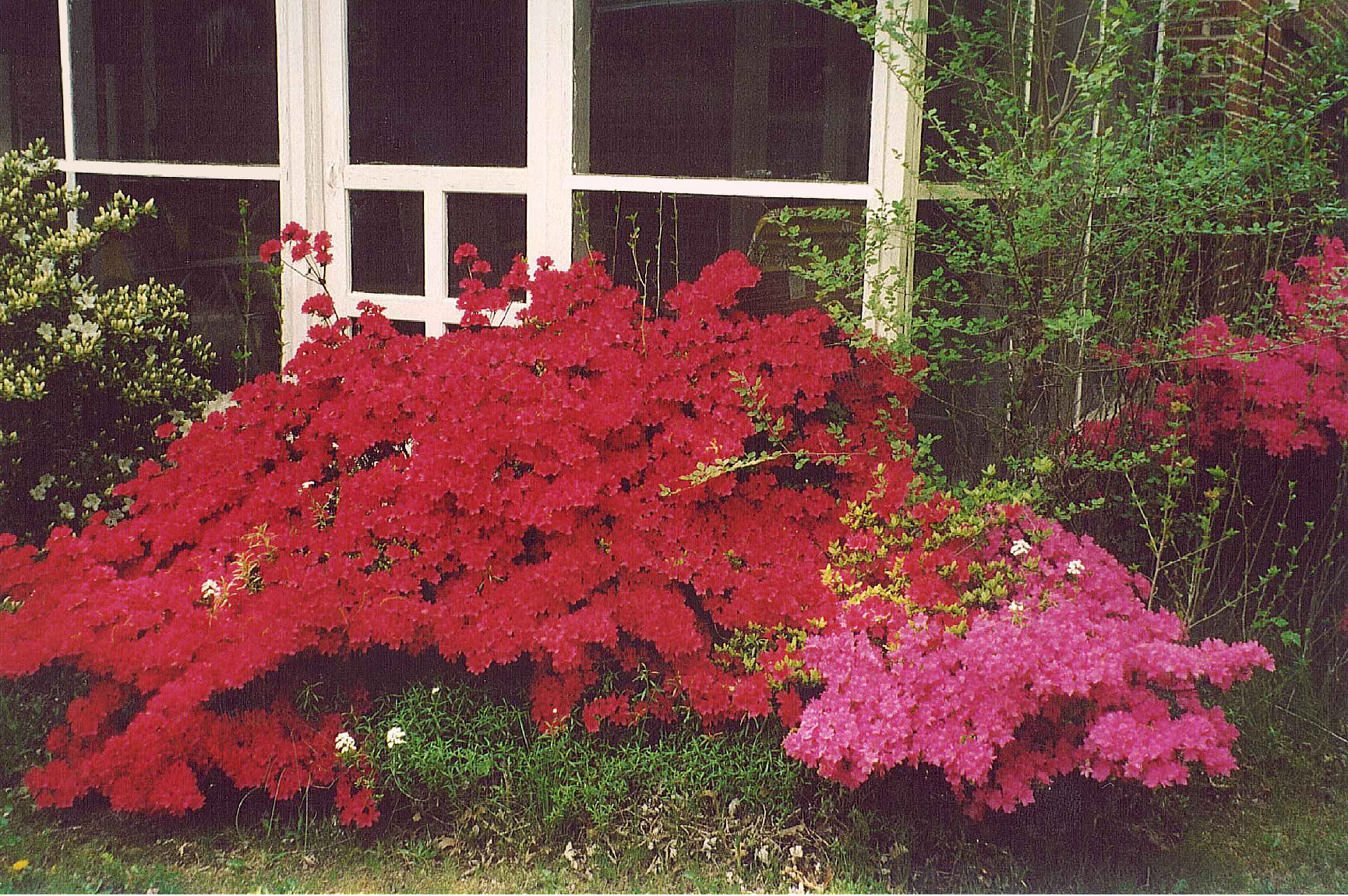
Azalee în vârstă de 50 de ani

Multe orașe din SUA au festivaluri în timpul primăverii dedicate înfloririi azaleelor, printre care: Wilmington, North Carolina, Norfolk, Virginia, Valdosta, Georgia, Palatka, Florida, Pickens, South Carolina, Muskogee, Oklahoma, South Gate, California, Mobile, Alabama, Dothan, Alabama. În Tyler, Texas există un aranjament de azalee lung de aproape 13 kilometri.

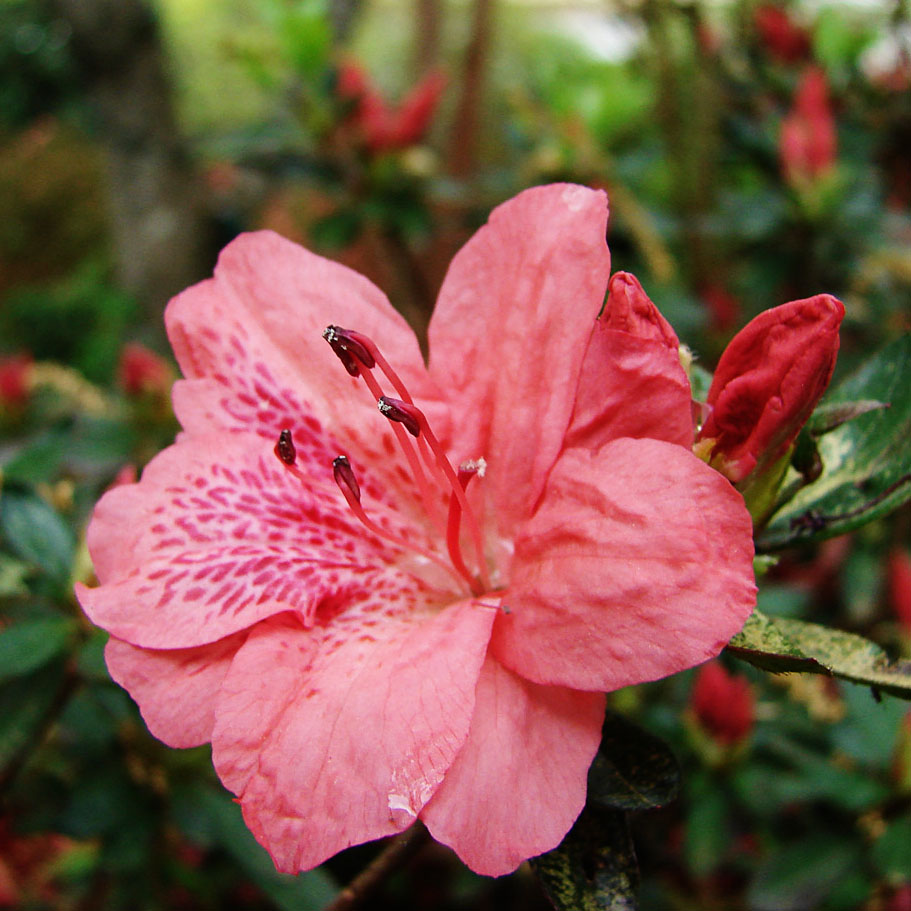
Floare de azalee roşie